# Gracia Lee
Gracia Lee est une actrice américaine née le 14 septembre 1926 dans l'Illinois (États-Unis), décédée le 6 juin 1995 à Los Angeles (États-Unis).

## Filmographie
- 1974 : Conrack : Mrs. Sellers
- 1976 : Un tueur dans la foule (Two-Minute Warning) de Larry Peerce : Mrs. Diller
- 1976 : La Petite Maison dans la prairie (The House on the Prairie) (Série TV) saison 2, épisode 14 (L’orgueil du village (The pride of Walnut Grove) ) : Mrs. Bell
- 1977 : Terraces (TV)
- 1977 : Hamburger Film Sandwich (The Kentucky Fried Movie) de John Landis : Guest #2 (segment "Household Odors")
- 1980 : Schizoid (en) : Bruce
- 1986 : Stoogemania (en) : Beverly's Mom
- 1987 : J. Edgar Hoover (en) (TV) : Annie